# Tue, vaurien, tue !
Série
Burai: Kuro dosu
(1968)
Pour plus de détails, voir Fiche technique et Distribution.
Tue, vaurien, tue ! (無頼 殺せ, Burai: Barase) est un film japonais réalisé par Keiichi Ozawa, sorti en 1969. C'est le dernier d'une série de six films adaptés d'un roman autobiographique de Gorō Fujita (ja) paru en 1967.

## Fiche technique
- Titre français : Tue, vaurien, tue ![1]
- Titre original : 無頼 殺せ (Burai: Barase?)[2]
- Titre anglais : Outlaw: Kill![3]
- Réalisation : Keiichi Ozawa
- Assistant réalisateur : Yukihiro Sawada (ja)
- Scénario : Kaneo Ikegami et Hideichi Nagahara (ja), d'après le roman autobiographique Burai: Aru bōryokudan kanbu no dokyumento (無頼 ある暴力団幹部のドキュメント?)[4] de Gorō Fujita (ja) paru en 1967
- Photographie : Kuratarō Takamura
- Montage : Osamu Inoue
- Musique : Kōichi Sakata (ja)
- Décors : Motozō Kawahara
- Producteur : Kaneo Iwai
- Société de production : Nikkatsu
- Société de distribution : Nikkatsu
- Pays d'origine :  Japon
- Langue originale : japonais
- Format : couleur - 2,35:1 - 35 mm - son mono
- Genre : Yakuza eiga et action
- Durée : 85 minutes[5] (métrage : 8 bobines - 2 344 m[5])
- Date de sortie : 
  - Japon : 15 mars 1969[5]

## Distribution
- Tetsuya Watari : Gorō Fujikawa
- Shinjirō Ehara (ja) : Hiraoka Moriyama
- Hitomi Nozoe : Minako, sa femme
- Chieko Matsubara : Yumiko Asano, la sœur de Minako
- Kōji Wada (ja) : Isao Uno, un membre du clan Iriezaki
- Yōko Takagi (ja) : Sanae, sa petite amie
- Fujio Suga (ja) : Masamitsu Matsunaga, le boss du clan Toyu
- Michitarō Mizushima (ja) : Masamitsu Matsunaga, le boss du clan Iriezaki
- Eiji Gō : Tetsuji Hanai, un membre du clan Toyu
- Gorō Mutsumi (ja) : Okitsu, un membre du clan Iriezaki
- Yūya Uchida & The Flowers (ja) (Yūya Uchida) : le groupe de rock psychédélique dans la scène finale du film
- Remi Asō (ja) : la chanteuse dans la scène finale du film

## Autour du film
Le nom du personnage principal, Gorō Fujikawa, interprété par Tetsuya Watari fait référence à Gorō Fujita (ja), un ex-yakuza devenu écrivain et auteur du roman autobiographique d'après lequel est adapté le film.

## Les films de la sérieBurai
- 1968 : Le Vaurien (無頼より 大幹部, Burai yori daikanbu?) de Toshio Masuda
- 1968 : Daikanbu: Burai (大幹部 無頼?) de Keiichi Ozawa
- 1968 : Burai hijō (無頼非情?) de Mio Ezaki
- 1968 : Burai: Hitokiri Gorō (無頼 人斬り五郎?) de Keiichi Ozawa
- 1968 : Burai: Kuro dosu (無頼 黒匕首?) de Keiichi Ozawa
- 1969 : Tue, vaurien, tue ! (無頼 殺せ, Burai: Barase?) de Keiichi Ozawa